# シュガー (バンド)
シュガー(Sugar)は、アメリカのロックバンド。ハスカー・ドゥ解散後の1992年にメンバーだったボブ・モールドを中心に結成。同年9月にアルバム『Copper Blue』でデビュー。全英10位を記録するなどアルバムは高い評価を受け、NMEのアルバム・オブ・ザ・イヤーを受賞した。1993年にEP『Beaster』、1994年に2ndアルバム『File Under: Easy Listening』をリリース。アルバムは全英10位を記録。1995年にはB面集『Besides』を発表。1996年にバーブが子供や家族との時間を増やすために脱退し、バンドは解散。

## メンバー
- ボブ・モールド（Bob Mould） - ギター、ボーカル
- デヴィッド・バーブ（David Barbe） - ベースギター
- マルコム・トラヴィス（Malcolm Travis） - ドラムス

## 作品

### アルバム
- Copper Blue （1992年）
- File Under: Easy Listening （1994年）
- Besides （1995年） ※B面集

### EP
- Beaster （1993年）

### シングル
- "Changes" （1992年）
- "Helpless" （1992年）
- "A Good Idea" （1992年）
- "If I Can't Change Your Mind" （1993年） - 1993年の日本のテレビドラマ「青春もの」主題歌
- "Tilted" （1993年）
- "Your Favorite Thing" （1994年）
- "Believe What You're Saying" （1994年）
- "Gee Angel" （1995年）